# Robyn Hilton
Robyn Hilton (ur. 1940 w Los Angeles, Kalifornia, USA) – amerykańska aktorka i modelka.
Wybrana filmografia:
- 1974: Płonące siodła (Blazing Saddles)
- 1974 Singielki (The Single Girls)
- 1985: Malibu Express